# Rashid Farivar
Rashid Farivar, född 15 maj 1982 i Iran, är en svensk-iransk politiker (sverigedemokrat). Han är ordinarie riksdagsledamot sedan 2022, invald för Västra Götalands läns västra valkrets.

## Biografi
Farivar föddes i Tabriz, Iran, och flyttade till huvudstaden Teheran 1999. Han studerade elektroteknik vid K. N. Toosi University of Technology och flyttade sedan ensam till Sverige 2005 för att studera vidare. Han avlade därefter en civilingenjörsexamen vid Chalmers tekniska högskola innan han påbörjade en doktorsexamen men lämnade universitetet innan doktorandtjänstens avslutande med en Licentiatexamen 2011. Han arbetade sedan som forskning och utvecklingsingenjör och inom fordonsindustrin för Semcon, Volvo Lastvagnar och huvudsakligen Volvo Personvagnar.
Farivars modersmål är azeri (azerbajdzjanska). Dessutom talar han flytande svenska, persiska och engelska.[källa behövs]

### Politiker
Farivar gick med i Sverigedemokraterna i början av 2017 och är styrelseledamot för partiet i Mölndal.
Han är riksdagsledamot sedan valet 2022. I riksdagen är Farivar suppleant i miljö- och jordbruksutskottet och trafikutskottet. Han har varit suppleant i civilutskottet.